# Benzomorfan
Benzomorfan je hemijsko jedinjenje koje je osnova za seriju lekova koji deluju na opioidne i sigma receptore. Primeri supstanci is ove grupe su:
- 5,9-DEHB
- Alazocin
- Anazocin
- Bremazocin
- Kogazocin
- Ciklazocin
- Dezocin
- Eptazocin
- Etazocin
- Etilketociklazocin
- Fluorofen
- Ketazocin
- Metazocin
- Pentazocin
- Fenazocin
- Tiazocin
- Tonazocin
- Volazocin
- Zenazocin

Neki od ovih materijala se koriste kao analgetici, npr. pentazocin, fenazocin, i dezocin.

## Literatura
1. ↑   уреди
2. ↑  Evan E. Bolton; Yanli Wang; Paul A. Thiessen; Stephen H. Bryant (2008). „Chapter 12 PubChem: Integrated Platform of Small Molecules and Biological Activities”. Annual Reports in Computational Chemistry. 4: 217—241. doi:10.1016/S1574-1400(08)00012-1.
3. ↑  „Medicinal Chemistry - Google Books”.
4. ↑  Cittern PA, Kapoor VK, Parfitt RT (1986). „Preparation and analgesic activity of (-)-11 alpha-substituted 1,2,3,4,5,6-hexahydro-6 alpha,7-(methyleneoxy)-2,6-methano-3-benzazocines”. Journal of Medicinal Chemistry. 29 (10): 1929—33. PMID 2876100.